# Аббатство Святого Эммерама

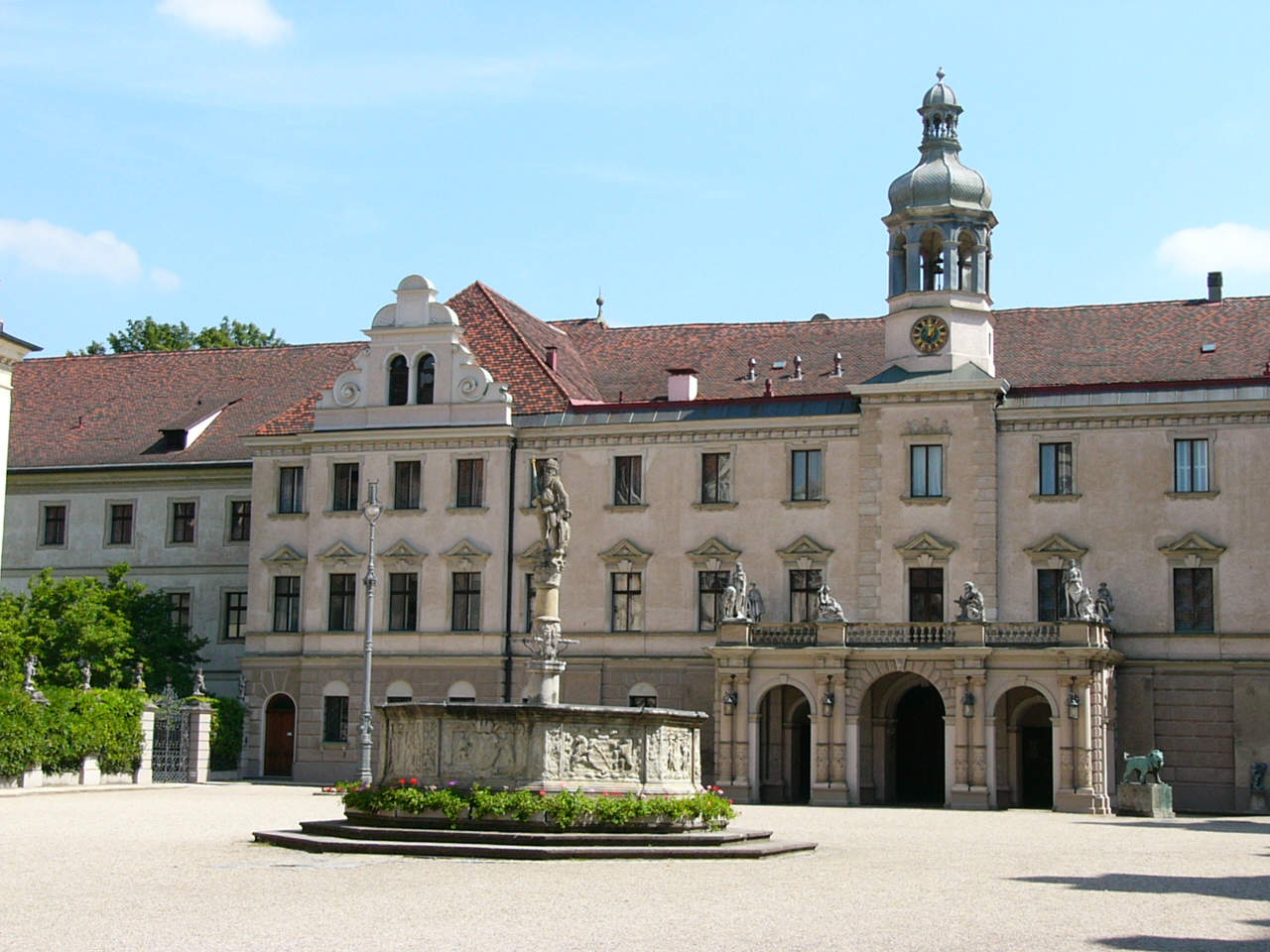
Резиденция князя Турн-и-Таксиса

Аббатство Святого Эммерама (нем. Reichsabtei Sankt Emmeram, полное название — Имперское аббатство Св. Эммерама), также Монастырь Св. Эммерама (нем. Kloster Sankt Emmeram) — бывшее имперское аббатство бенедиктинцев  в баварском городе Регенсбурге, основанное приблизительно в 739 году на месте могилы священномученика Эммерама Регенсбургского и получившее его имя. 
В XI века становится центром клюнийской реформы в Баварском герцогстве и Нордгау. Активными пропагандистами этой реформы являлись епископ Вольфганг Регенсбургский и аббат Рамвольд (Ramwold). В 1295 году король Адольф удостоил аббатство особых привилегий, благодаря чему оно приобрело имперский статус (подчинялось напрямую императору). 
К концу X века монастырь превратился в крупный центр духовной культуры с большим скрипторием и мастерской книжной миниатюры. Здесь были созданы, среди прочего, такие памятники Оттоновского возрождения, как сакраментарий Генриха II (между 1002 и 1014, см. иллюстрацию) и евангелиарий в составе кодекса Уты (после 1002). При монастыре велись анналы, использованные позднейшими хронистами, в частности, Андреасом Регенсбургским (XV в.). Значимость Санкт-Эммерама как культурного центра снизилась в XVI веке, после того как по соглашению, известному как Аугсбургский религиозный мир (1555), Регенсбург стал лютеранским. 

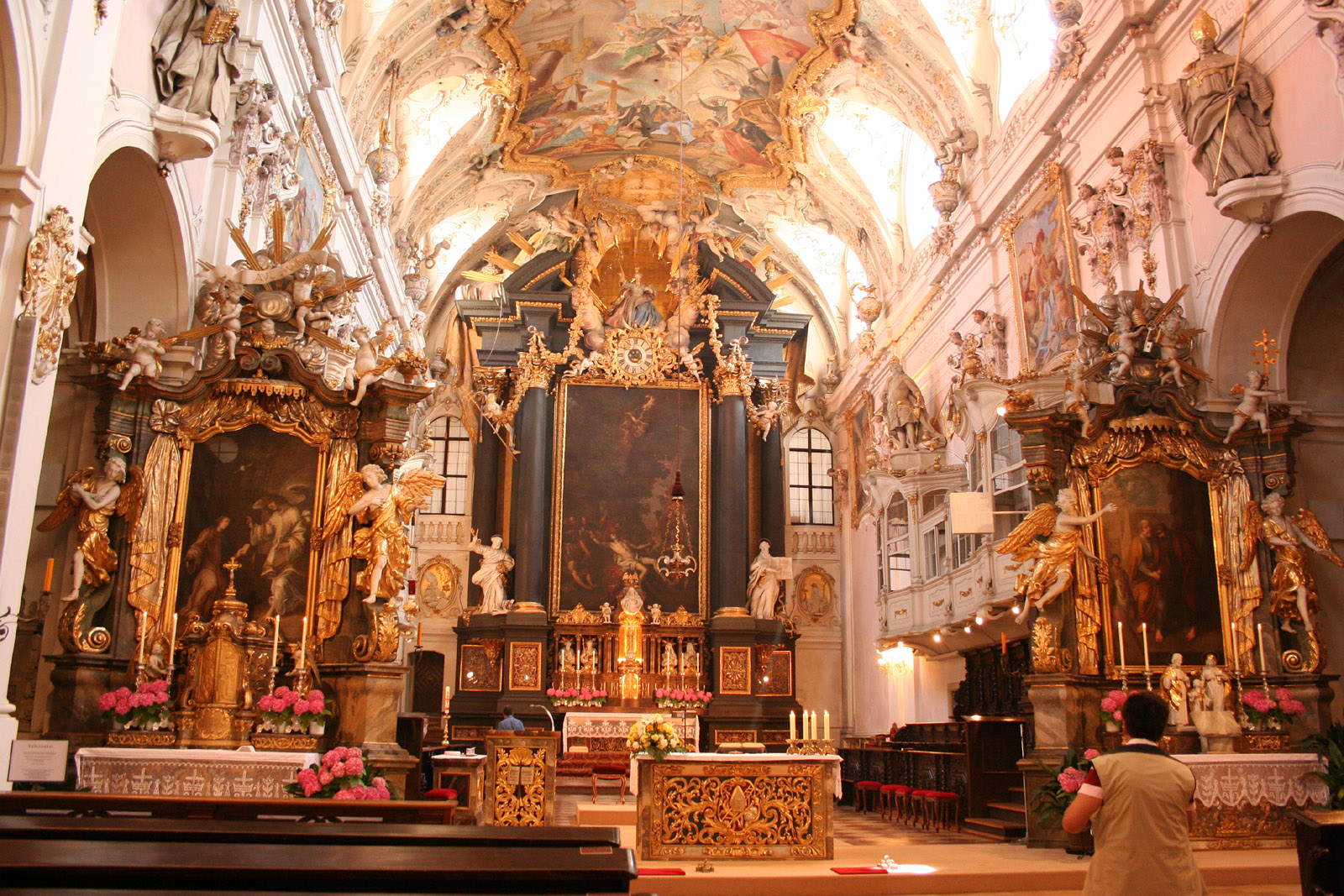
Апсида и алтарь базилики (1669 год, барокко)

Как и большинство монастырей Баварии, аббатство Св. Эммерама было полностью перестроено в XVII—XVIII веках в стиле барокко. В ходе масштабной секуляризации начала XIX века уникальные произведения искусства (например, дарохранительница Арнульфа) были переданы в Schatzkammer королевской Резиденции, а ценные книги из монастырской библиотеки (в том числе рукопись Муспилли и знаменитый, богато украшенный Codex Aureus) — в центральную Баварскую библиотеку, где они находятся поныне. 
В 1803—1812 годах монастырские помещения были переоборудованы в главную резиденцию княжеского рода Турн-и-Таксис. Церковь аббатства стала муниципальной приходской, с февраля 1964 года причислена к числу малых базилик. В подклете — родовая усыпальница Турн-и-Таксисов. По состоянию на 2012 год в богато украшенном дворце Санкт-Эммерам проживает миллиардер Альберт фон Турн-и-Таксис с двумя сёстрами и матерью из рода Шёнбургов.